# Schlouner Berg

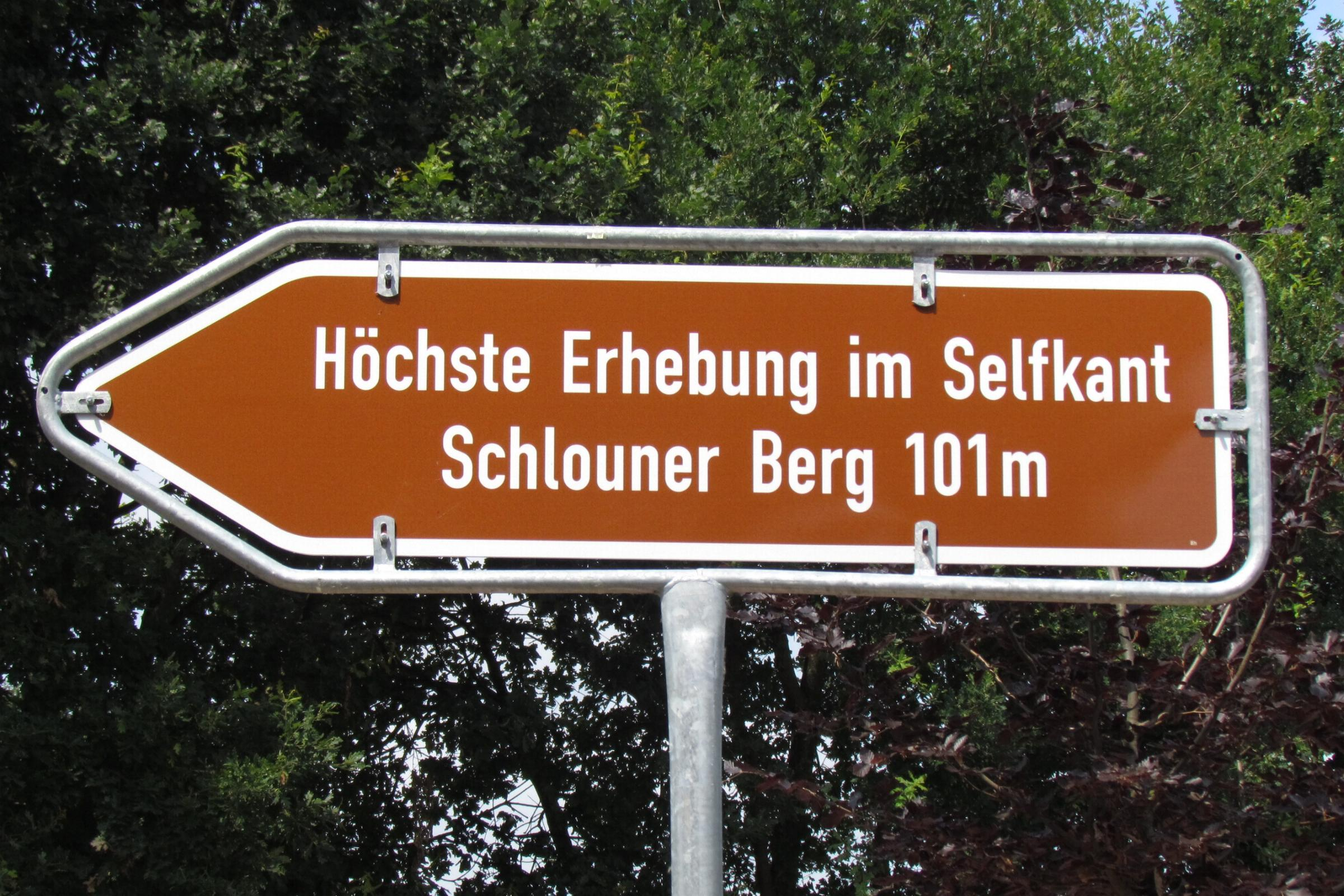
Wegwijzer naar de Schlouner Berg

De Schlouner Berg is een heuvel in de Duitse gemeente Selfkant. De top is met een hoogte van 101,6 meter boven NN het hoogste punt van de gemeente Selfkant.
De Schlouner Berg is een uitloper van het Plateau van Doenrade en het enige gedeelte van dit plateau dat op Duits grondgebied is gelegen. Het wordt in het oosten begrensd door het bekken van de Roode Beek en in het westen door de Watersleijergrub, een droogdal of grub die het plateau doorsnijdt. Aan de andere kant van deze grub ligt de Schelberg met het daarop gelegen gehucht Windraak. In het noordwesten sluit de heuvel aan op de Kollenberg.
De heuvel is voornamelijk in gebruik als landbouwgebied. Richting het bekken van de Roode Beek ligt op een flauwe helling het dorp Hillensberg. Aan de kant van de Watersleijergrub liggen steilere hellingen waarop restanten van een hellingbos zijn gelegen.